# كويتشي توتشيكا
كويتشي توتشيكا (遠近孝一 توتشيكا كويتشي) هو مؤدي أصوات ياباني ولد في 20 أكتوبر 1971 في محافظة أوساكا.

## أدواره في الأنمي

### مسلسلات أنمي تلفزيونية
- ناروتو - نيجي هيوغا
- ناروتو شيبودن - نيجي هيوغا
- روك لي وأصدقائه النينجا - نيجي هيوغا
- بليتش - سنتارو كوتسوباكي، يلفورت غرانتز
- فايري تايل - إريغور، غريم ريبر
- شعلة ريكا - رايها
- أبطال الديجيتال الجزء الثاني - صقر
- سفن غوست - لانس
- طوكيو ميو ميو - ريو شيروغاني
- كيكايشي - ماساهيكو تسوكيجيغاوكا
- هذا هو سيدي - شينجي كومي
- رايف - شيبا (أيام الشباب)
- مغامرة جوجو الغريبة: الماس لا ينكسر - تويوهيرو كانيدايتشي

### أوفا أنمي
- تسوباسا طوكيو ريفيليشن - سوراتا
- سينت سيا فصل هادس: العالم السفلي - غريفون مينوس
- سينت سيا فصل هادس: إليسيون - غريفون مينوس

### أفلام أنمي
- ناروتو شيبودن: الفيلم - نيجي هيوغا
- فيلم ناروتو شيبودن: الروابط - نيجي هيوغا
- فيلم ناروتو شيبودن: إرادة النار - نيجي هيوغا
- فيلم ديجيمون أدفنتشر 02: هبوط إعصار الديجيمون!!/التطور الفائق!! الديجيمنتال الذهبية - هوكمون
- فيلم ديجيمون أدفنتشر 02: انتقام ديابورومون - هوكمون

## أدواره في ألعاب الفيديو
- سينت سيا: ذا هادس - غريفون مينوس
- ناروتو: ألتيميت نينجا - نيجي هيوغا
- ناروتو شيبودن: كيزونا درايف - نيجي هيوغا
- ناروتو: باورفل شيبودن - نيجي هيوغا
- ناروتو شيبودن: ألتيميت نينجا ستورم ريفولوشن - نيجي هيوغا
- ناروتو شيبودن: ألتيميت نينجا ستورم 4 - نيجي هيوغا
- فاير إمبلم فيتس - إيزانا

## أدواره في الدبلجة اليابانية
- حياة روكو الحديثة - روكو

## وصلات خارجية
- كويتشي توتشيكا على موقع IMDb (الإنجليزية)
- كويتشي توتشيكا على موقع ميوزك برينز (الإنجليزية)
- كويتشي توتشيكا على موقع قاعدة بيانات الفيلم (الإنجليزية)
- كويتشي توتشيكا على موقع كينوبويسك (الروسية)
- كويتشي توتشيكا على موقع ANN person (الإنجليزية)